# 해의 비곡
"해의 비곡"은 한국에서 제작된 다카사 간죠 감독의 1924년 영화이다. 안종화 등이 주연으로 출연하였고 왕필렬 등이 제작에 참여하였다.

## 출연

### 주연
- 안종화
- 이주경
- 이채전
- 이월화